# ソニックR
『ソニックR』 (SONIC R) は、1997年12月4日にセガ・エンタープライゼスから発売されたセガサターン用レースゲーム。

## ストーリー
ソニックとテイルスは、ある日「ワールドグランプリ」なる世界一速いヤツを決める大会の告知を目にする。ソニックは興味を示さないのであったが、参加者の中にDr.エッグマンの名前を見つけて参加する。ナックルズはソニックとの決着を付けんとし、エミーはソニックが必ず現れると信じてやまなく、そしてエッグマンは数体の秘密兵器を密かに準備する。
ワールドグランプリの栄冠は誰の手に渡るのか?

## 操作方法
走る
Bか方向ボタン上を押し続ける。
コーナリング
方向ボタン左右。
旋回
LRボタンで旋回する。方向ボタンと併用すると通常よりも大きく曲がれる。
ブレーキ
LRボタン同時押し。
スペシャルアクション
A・C・Y・方向ボタン下を押す。キャラクターによって違う。

## モード
GRAND PRIX
グランプリに出場して競走するモード。
TIME ATTACK
単独で走行してタイムを競うモード。
2 PLAYER(セガサターン以外はMULTI PLAYER)
プレイヤー同士で対戦するモード。
セガサターン版は2人まで、PC版とソニック ジェムズ コレクションでは4人まで対戦可能。
OPTIONS
ゲームの設定を変更するモード。

### タイムアタックモードの種類
NORMAL
通常通り3周するモード。
REVERSE
コースを逆走するモード。
GET 5 BALLONS
とにかくコースにある5つのバルーンを破壊するモード。
TAG 4 CHARACTERS
とにかく早く他の4人のキャラクターを捕まえるモード。要するに鬼ごっこ。

### 対戦モードの種類
RACE
3周競走し、一番早くゴールしたプレイヤーの勝利。
GET 5 BALLONS
2人対戦のみ選択可能。
タイムアタックと同様のルールで、先に5つのバルーンを破壊したプレイヤーの勝利。

## アイテム
リング
リングゲートやワープシステムを使うのに必要。
ハイスピード
加速力と最高速度が一時的に上昇する。
アクア
水上を走れるようになる。陸に上がるまで有効。
サンダー
リングを自分に集めることができる。
ビッグ5リング
5枚リングが増える。
ビッグ10リング
10枚リングが増える。
ビッグ20リング
20枚リングが増える。
リングゲート
ゲートの上に表示されている数値以上のリングを持っていると入れる。
ワープシステム
リングの数に比例して一気に進むことができる。
トークン
コースのどこかに5つ隠されている。これをすべて集めた状態で4位以内にゴールすると、隠しキャラとのレースになる。このレースに勝利すると隠しキャラが使用可能になる。
カオスエメラルド
コースのどこかに隠されている。これを獲得した状態で1位でゴールすると手に入れることができる。

## キャラクター
ソニック・ザ・ヘッジホッグ
主人公。レースそのものには興味はなかったが、エッグマンが主催していると知りレースに参加する。最高速度は全キャラ中トップである反面、加速性能とグリップ性能が劣るのでテクニックが必要。丸まる事が出来るスピンダッシュにより更に速いスピードを出すことが可能。2段ジャンプで川などの大きな障害物を飛び越すことができる。
マイルス・テイルス・パウアー
ソニックにあこがれており、いつもそばについている。今回もソニックの後を追ってレースに参加。最高速度は劣るがその他の能力は比較的高い。ソニックと同様スピンダッシュが可能。持っている2本の尻尾を回して飛行することもできるので、大胆なショートカットが可能。
ナックルズ・ザ・エキドゥナ
ソニックのライバル的存在。ソニックとの決着をつけるべくレースに参加。全ての能力においてバランスがとれているキャラクター。ソニック・テイルスと同様スピンダッシュ可能。空を滑空することが可能で、高いところから滑空すればテイルスより長く飛んでいられる。
エミー・ローズ
唯一の女性キャラクター。ソニックに会う為にレースに参加。テイルスに改造してもらった万能カーに乗ってレースに参加する。最高速は低いが加速が良く初心者向けのキャラクター。彼女の乗る万能カーで水上も走行可能である。「ターボダッシュ」を使えば、一定時間猛スピードで走ることができる。
ドクター・エッグマン
悪の天才科学者。お馴染みのエッグモービルに乗って参戦。エッグモービルは宙に浮くため旋回能力が非常に高く、水上走行も可能である。エッグマンは爆弾を投げることができるので、他のプレイヤーを攻撃することも可能。なお、最初からは使用できない。

### 隠しキャラクター
メタルソニック
『ソニック・ザ・ヘッジホッグCD』に登場した、ソニックを模したロボット。ソニックを倒すためにエッグマンが開発した秘密兵器である。自らの意思を持っていて、姿形の似ているソニックに対して激しい敵対心を燃やしている。最高速こそソニックと同等だが、加速力ではソニックをも凌ぐ。ただし、圧倒的パワーにより旋回能力が劣るため、操るにはそれなりのテクニックが必要である。水上でも移動できるがスピードが極端に落ち、停止すると水中に落ちる。
メタルナックルズ
ナックルズを模したK-20シリーズロボット。ナックルズを倒すためにエッグマンが開発した秘密兵器である。パワー・スピードともにナックルズを上回っている。メタルソニックの動力装置を流用しているため、最高速と加速力は高い。ナックルズ同様、高い場所から滑空飛行する事もできる。メタルソニック同様、水上ではスピードが大幅に落ちる。
エッグマンロボ
『ソニック&ナックルズ』に登場したロボット。量産型ということで性能は高くないが、爆弾を発射して相手を攻撃することができる。メタルソニック・メタルナックルズ同様、水上ではスピードが極端に落ちる。
テイルスドール
ソニックを油断させ、攻撃するために作られたエッグマン苦肉の策。頭部に動力装置を埋め込み、それ以外は単なるぬいぐるみという貧弱な姿をしているが、軽量設計のためレースではかなりの実力を発揮する。常に空中を浮遊しているため、メタルソニック・メタルナックルズとは違って水上も移動可能である。
スーパーソニック
カオスエメラルドのパワーによって、潜在能力が引き出された最強のソニック。停止しない限り水上で長時間移動することができ、圧倒的な加速力と最高速を誇る。